# Medagliati ai campionati del mondo under 18 di atletica leggera - Donne
Questa lista riporta l'elenco delle ragazze medagliate ai Campionati del mondo under 18 di atletica leggera, raggruppate in tabelle secondo le diverse specialità. Viene inoltre precisata la prestazione dell'atleta nel turno di finale ed il relativo conseguimento di una miglior prestazione (se pertinente), oltre alla data in cui si è svolta la competizione.

## Albo d'oro

### Corse piane

#### 100 metri piani
| Edizione        | Oro                | Prestazione | Argento               | Prestazione | Bronzo              | Prestazione | Vento    | Data      |
| --------------- | ------------------ | ----------- | --------------------- | ----------- | ------------------- | ----------- | -------- | --------- |
| Bydgoszcz 1999  | Veronica Campbell  | 11"49       | Lisa Sharpe           | 11"52       | Adriana Lamalle     | 11"66       | 0,6 m/s  | 16 luglio |
| Debrecen 2001   | Allyson Felix      | 11"57       | Kerron Stewart        | 11"72       | Zuzana Kosova       | 11"83       | 0,5 m/s  | 13 luglio |
| Sherbrooke 2003 | Jessica Onyepunuka | 11"31       | Krystin Lacy          | 11"50       | Kelly-Ann Baptiste  | 11"58       | 1,8 m/s  | 11 luglio |
| Marrakech 2005  | Bianca Knight      | 11"35       | Ebony Collins         | 11"44       | Schillonie Calvert  | 11"44       | -0,1 m/s | 14 luglio |
| Ostrava 2007    | Asha Philip        | 11"46       | Rosângela Santos      | 11"46       | Ashlee Nelson       | 11"58       | -0,9 m/s | 12 luglio |
| Bressanone 2009 | Jodie Williams     | 11"39       | Allison Peter         | 11"47       | Ashton Purvis       | 11"48       | 0,7 m/s  | 9 luglio  |
| Lille 2011      | Jennifer Madu      | 11"57       | Myasia Jacobs         | 11"61       | Christania Williams | 11"63       | -0,5 m/s | 7 luglio  |
| Donec'k 2013    | Ky Westbrook       | 11"33       | Ariana Washington     | 11"40       | Ángela Tenorio      | 11"41       |          |           |
| Cali 2015       | Candace Hill       | 11"08       | Khalifa St. Fort      | 11"19       | Jayla Kirkland      | 11"41       |          |           |
| Nairobi 2017    | Mizgin Ay          | 11"62       | Magdalena Stefanowicz | 11"62       | Kevona Davis        | 11"67       |          |           |

#### 200 metri piani
| Edizione        | Oro                 | Prestazione | Argento              | Prestazione | Bronzo            | Prestazione | Vento    | Data      |
| --------------- | ------------------- | ----------- | -------------------- | ----------- | ----------------- | ----------- | -------- | --------- |
| Bydgoszcz 1999  | LaShauntea Moore    | 23"38       | Melanie Walker       | 23"72       | Ana López García  | 23"97       | -0,1 m/s | 18 luglio |
| Debrecen 2001   | Angel Perkins       | 23"07       | Amy Spencer          | 23"45       | Zuzana Kosova     | 23"98       | 0,0 m/s  | 15 luglio |
| Sherbrooke 2003 | Anneisha McLaughlin | 23"26       | Courtney Champion    | 23"56       | Cleo Tyson        | 23"67       | -0,4 m/s | 12 luglio |
| Marrakech 2005  | Aymeé Martínez      | 22"99       | Bianca Knight        | 23"33       | LaToya King       | 23"57       | 0,7 m/s  | 17 luglio |
| Ostrava 2007    | Bárbara Leoncio     | 23"50       | Chalonda Goodman     | 23"54       | Nivea Smith       | 23"69       | -1,9 m/s | 15 luglio |
| Bressanone 2009 | Jodie Williams      | 23"08       | Allison Peter        | 23"08       | Ashton Purvis     | 23"15       | 0,9 m/s  | 12 luglio |
| Lille 2011      | Desiree Henry       | 23"25       | Christian Brennan    | 23"47       | Shericka Jackson  | 23"62       | 0,1 m/s  | 10 luglio |
| Donec'k 2013    | Iréne Ekelund       | 22"92       | Ángela Tenorio       | 23"13       | Ariana Washington | 23"20       |          |           |
| Cali 2015       | Candace Hill        | 22"43       | Lauren Rain Williams | 22"90       | Nicola De Bruyn   | 23"38       |          |           |
| Nairobi 2017    | Talea Prepens       | 23"51       | Jaël Bestué          | 23"61       | Mizgin Ay         | 23"76       |          |           |

#### 400 metri piani
| Edizione        | Oro               | Prestazione | Argento              | Prestazione | Bronzo                     | Prestazione | Data      |
| --------------- | ----------------- | ----------- | -------------------- | ----------- | -------------------------- | ----------- | --------- |
| Bydgoszcz 1999  | Monique Henderson | 52"28       | Helen Okpanachi      | 52"38       | Norma Gonzalez             | 52"39       | 18 luglio |
| Debrecen 2001   | Stephanie Smith   | 52"19       | Jerrika Chapple      | 52"80       | Anneisha McLaughlin        | 53"35       | 14 luglio |
| Sherbrooke 2003 | Natasha Hastings  | 53"41       | Antonina Krivoshapka | 53"54       | Jaimee-Lee Hoebergen-Starr | 53"78       | 12 luglio |
| Marrakech 2005  | Nawal El Jack     | 51"19       | Danijela Grgic       | 51"30       | Aymeé Martínez             | 52"04       | 15 luglio |
| Ostrava 2007    | Yuliya Baraley    | 53"57       | Latoya McDermott     | 54"12       | Alexandra Štuková          | 54"46       | 13 luglio |
| Bressanone 2009 | Ebony Eutsey      | 52"88       | Michelle Brown       | 53"44       | Sandra Wagner              | 53"52       | 10 luglio |
| Lille 2011      | Shaunae Miller    | 51"84       | Christian Brennan    | 52"12       | Olivia James               | 52"14       | 8 luglio  |
| Donec'k 2013    | Sabrina Bakare    | 52"77       | Olivia Baker         | 53"38       | Tiffany James              | 53"56       |           |
| Cali 2015       | Salwa Eid Naser   | 51"50       | Lynna Irby           | 51"79       | Catherine Reid             | 52"25       |           |
| Nairobi 2017    | Barbora Malíková  | 52"74       | Mary Moraa           | 53"31       | Giovana Rosália dos Santos | 53"57       |           |

#### 800 metri piani
| Edizione        | Oro                      | Prestazione | Argento            | Prestazione | Bronzo                 | Prestazione | Data      |
| --------------- | ------------------------ | ----------- | ------------------ | ----------- | ---------------------- | ----------- | --------- |
| Bydgoszcz 1999  | Georgina Clarke          | 2'05"90     | Tetyana Petlyuk    | 2'06"97     | Mihaela Olaru          | 2'08"20     | 17 luglio |
| Debrecen 2001   | Cherotich Ruto           | 2'05"50     | Veronika Plesarova | 2'06"01     | Carlene Robinson       | 2'06"18     | 15 luglio |
| Sherbrooke 2003 | Mariya Shapaeva          | 2'03"40     | Olga Cristea       | 2'04"30     | Larisa Arcip           | 2'04"31     | 13 luglio |
| Marrakech 2005  | Flavious Teresa Kwamboka | 2'07"42     | Winny Chebet       | 2'08"15     | Katherine Katsanevakis | 2'08"35     | 17 luglio |
| Ostrava 2007    | Elena Mirela Lavric      | 2'04"29     | Alison Leonard     | 2'05"36     | Juana Ivis Méndez      | 2'05"42     | 15 luglio |
| Bressanone 2009 | Cherono Koech            | 2'01"67     | Ciara Mageean      | 2'03"07     | Rowena Cole            | 2'03"83     | 12 luglio |
| Lille 2011      | Ajeé Wilson              | 2'02"64     | Chunyu Wang        | 2'03"23     | Jessica Judd           | 2'03"43     | 10 luglio |
| Donec'k 2013    | Aníta Hinriksdóttir      | 2'01"13     | Dureti Edao        | 2'03"25     | Raevyn Rogers          | 2'03"32     |           |
| Cali 2015       | Samantha Watson          | 2'03"54     | Gadese Ejara       | 2'03"67     | Marta Zenoni           | 2'04"15     |           |
| Nairobi 2017    | Jackline Wambui          | 2'01"46     | Lydia Jeruto Lagat | 2'02"06     | Hirut Meshesha         | 2'06"32     |           |

#### 1 500 metri piani
| Edizione        | Oro                        | Prestazione | Argento                | Prestazione | Bronzo                     | Prestazione | Data      |
| --------------- | -------------------------- | ----------- | ---------------------- | ----------- | -------------------------- | ----------- | --------- |
| Bydgoszcz 1999  | Zanelle Grobler            | 4'23"06     | Chibiwott Kibet        | 4'24"43     | Elaine Du Plessis          | 4'24"59     | 18 luglio |
| Debrecen 2001   | Georgie Clarke             | 4'14"08     | Florence Kyalo         | 4'15"71     | Sentayehu Ejigu            | 4'17"51     | 15 luglio |
| Sherbrooke 2003 | Alem Techale               | 4'17"41     | Jelena Ština           | 4'17"43     | Joyce Jepkosgei Musungu    | 4'17"65     | 12 luglio |
| Marrakech 2005  | Sheila Chepkirui Kiprotich | 4'12"29     | Yuriko Kobayashi       | 4'13"96     | Bizunesh Urgesa            | 4'19"34     | 15 luglio |
| Ostrava 2007    | Sammary Cherotich          | 4'15"47     | Jordan Hasay           | 4'17"24     | Sheila Chepkirui Kiprotich | 4'19"26     | 13 luglio |
| Bressanone 2009 | Nelly Chebet Ngeiywo       | 4'12"76     | Gete Dima              | 4'15"16     | Amela Terzic               | 4'16"71     | 11 luglio |
| Lille 2011      | Faith Chepngetich Kipyegon | 4'09"48     | Senbere Teferi         | 4'10"54     | Genet Tibieso              | 4'11"56     | 9 luglio  |
| Donec'k 2013    | Tigist Gashaw              | 4'14"25     | Dawit Seyaum           | 4'15"51     | Alexa Efraimson            | 4'16"07     |           |
| Cali 2015       | Bedatu Hirpa               | 4'12"92     | Dalila Abdulkadir Gosa | 4'13"35     | Joyline Cherotich          | 4'15"20     |           |
| Nairobi 2017    | Lemlem Hailu               | 4'20"80     | Sindu Girma            | 4'22"14     | Edina Jebitok              | 4'23"16     |           |

#### 2 000 metri siepi
| Edizione        | Oro                        | Prestazione | Argento                  | Prestazione | Bronzo                    | Prestazione | Data      |
| --------------- | -------------------------- | ----------- | ------------------------ | ----------- | ------------------------- | ----------- | --------- |
| Ostrava 2007    | Caroline Chepkurui Tuigong | 6'22"30     | Christine Kambua Muyanga | 6'22"49     | Karoline Bjerkeli Grøvdal | 6'25"30     | 14 luglio |
| Bressanone 2009 | Korahubsh Itaa             | 6'11"83     | Lucia Kamene Muangi      | 6'11"90     | Halima Hassen             | 6'16"83     | 10 luglio |
| Lille 2011      | Norah Jeruto Tanui         | 6'16"41     | Fadwa Sidi Madane        | 6'20"98     | Lilian Jepkorir Chemweno  | 6'21"85     | 10 luglio |

#### 3 000 metri piani
| Edizione        | Oro                        | Prestazione | Argento                     | Prestazione | Bronzo                      | Prestazione | Data      |
| --------------- | -------------------------- | ----------- | --------------------------- | ----------- | --------------------------- | ----------- | --------- |
| Bydgoszcz 1999  | Alice Timbilil             | 9'01"99     | Meseret Defar               | 9'02"08     | Vivian Cheruiyot            | 9'04"42     | 17 luglio |
| Debrecen 2001   | Selly Chepyego             | 9'09"95     | Mestewat Tufa               | 9'11"60     | Fridah Domongole            | 9'12"70     | 14 luglio |
| Sherbrooke 2003 | Siham Hilali               | 9'12"70     | Pasalia Chepkorir Kipkoech  | 9'13"77     | Yuko Nohara                 | 9'14"82     | 9 luglio  |
| Marrakech 2005  | Veronica Nyaruai Wanjiru   | 9'01"61     | Pauline Chemning Korikwiang | 9'05"42     | Hitomi Niiya                | 9'10"34     | 13 luglio |
| Ostrava 2007    | Mercy Cherono              | 8'53"94     | Mahlet Melese               | 8'56"98     | Sule Utura                  | 9'06"48     | 11 luglio |
| Bressanone 2009 | Purity Cherotich Rionoripo | 9'03"79     | Jackline Chepngeno          | 9'05"93     | Genet Yalew                 | 9'08"95     | 8 luglio  |
| Lille 2011      | Gotytom Gebreslase         | 8'56"36     | Ziporah Wanjiru Kingori     | 8'56"82     | Caroline Chepkoech Kipkirui | 8'58"63     | 6 luglio  |
| Donec'k 2013    | Lilian Kasait Rengeruk     | 8'58"74     | Berhan Demiesa              | 9'00"06     | Silenat Yismaw              | 9'01"63     |           |
| Cali 2015       | Shuru Bulo                 | 9'01"12     | Emily Kipchumba             | 9'02"92     | Sheila Chelangat            | 9'04"54     |           |
| Nairobi 2017    | Selemon Barega             | 9'24"62     | Edward Zakayo               | 9'24"69     | Stanley Waithaka            | 9'28"46     |           |

#### Marcia 5 000 metri
| Edizione        | Oro               | Prestazione | Argento            | Prestazione | Bronzo                | Prestazione | Data      |
| --------------- | ----------------- | ----------- | ------------------ | ----------- | --------------------- | ----------- | --------- |
| Bydgoszcz 1999  | Tatiana Kozlova   | 22'31"93    | Maryna Tsikhanava  | 22'37"54    | Ekaterina Dergounova  | 22'54"59    | 18 luglio |
| Debrecen 2001   | Kun Jiang         | 22'49"21    | Ksenia Ishcheykina | 22'58"43    | Sniazhana Yurchanka   | 23'28"51    | 13 luglio |
| Sherbrooke 2003 | Vera Sokolova     | 22'50"23    | Ann Loughnane      | 23'37"00    | Noriko Nishide        | 23'50"69    | 10 luglio |
| Marrakech 2005  | Tatyana Kalmykova | 22'14"47    | Elmira Alembekova  | 22'27"17    | Xue Chai              | 22'34"28    | 14 luglio |
| Ostrava 2007    | Tatyana Kalmykova | 20'28"05    | Irina Yumanova     | 21'21"14    | Panayióta Tsinopoúlou | 22'49"15    | 12 luglio |
| Bressanone 2009 | Elena Lašmanova   | 22'55"45    | Yanelli Caballero  | 22'59"27    | Svetlana Vasilyeva    | 23'00"15    | 11 luglio |
| Lille 2011      | Kate Veale        | 21'45"59    | Yanxue Mao         | 22'00"15    | Nadezhda Leontyeva    | 22'00"84    | 8 luglio  |
| Donec'k 2013    | Olga Shargina     | 22'13"91    | Momoko Mizota      | 22'42"77    | Noemi Stella          | 22'48"95    |           |
| Cali 2015       | Zhenxia Ma        | 22'41"08    | Olga Eliseeva      | 22'45"09    | Ayalnesh Dejene       | 22'48"25    |           |
| Nairobi 2017    | Glenda Morejón    | 22'32"30    | Meryem Bekmez      | 22'32"79    | Elvira Khasanova      | 22'35"72    |           |

### Corse a ostacoli

#### 100 metri ostacoli
| Edizione        | Oro                     | Prestazione | Argento                 | Prestazione | Bronzo                  | Prestazione | Vento    | Data      |
| --------------- | ----------------------- | ----------- | ----------------------- | ----------- | ----------------------- | ----------- | -------- | --------- |
| Bydgoszcz 1999  | Adrianna Lamalle        | 13"08       | Maren Freisen           | 13"42       | Anay Tejeda Quesada     | 13"45       | -0,4 m/s | 18 luglio |
| Debrecen 2001   | Kathrin Geissler        | 13"49       | Ashley Lodree           | 13"75       | Carla Fick              | 13"75       | 0,4 m/s  | 13 luglio |
| Sherbrooke 2003 | Sally McLellan          | 13"42       | LaToya Greaves          | 13"49       | Domenique Manning       | 13"60       | -1,9 m/s | 12 luglio |
| Marrakech 2005  | April Williams          | 13"23       | Natasha Ruddock         | 13"38       | Theresa Lewis           | 13"39       | 1,1 m/s  | 17 luglio |
| Ostrava 2007    | Julian Purvis           | 13"41       | Shermaine Williams      | 13"48       | Anne Zagre              | 13"58       | -1,3 m/s | 15 luglio |
| Bressanone 2009 | Isabelle Pedersen       | 13"23       | Kori Carter             | 13"26       | Bridgette Owens         | 13"39       | 0,3 m/s  | 9 luglio  |
| Lille 2011      | Trinity Wilson          | 13"11       | Noemi Zbären            | 13"17       | Kendell Williams        | 13"28       | -0,1 m/s | 7 luglio  |
| Donec'k 2013    | da stabilire (bandiera) |             | da stabilire (bandiera) |             | da stabilire (bandiera) |             |          |           |
| Cali 2015       | da stabilire (bandiera) |             | da stabilire (bandiera) |             | da stabilire (bandiera) |             |          |           |
| Nairobi 2017    | da stabilire (bandiera) |             | da stabilire (bandiera) |             | da stabilire (bandiera) |             |          |           |

#### 400 metri ostacoli
| Edizione        | Oro                     | Prestazione | Argento                 | Prestazione | Bronzo                  | Prestazione | Data      |
| --------------- | ----------------------- | ----------- | ----------------------- | ----------- | ----------------------- | ----------- | --------- |
| Bydgoszcz 1999  | Jana Pittman            | 57"87       | Wu Jie Ya               | 58"32       | Patricia Hall           | 58"67       | 17 luglio |
| Debrecen 2001   | Robinson Camille        | 58"72       | Crow Kimberley          | 59"28       | Nikolayeva Olga         | 59"41       | 14 luglio |
| Sherbrooke 2003 | Zuzana Hejnová          | 57"54       | Ekaterina Kostetskaya   | 58"37       | Mackenzie Hill          | 59"15       | 13 luglio |
| Marrakech 2005  | Ebony Collins           | 55"96       | Lauren Boden            | 58"30       | Aya Miyahara            | 59"62       | 15 luglio |
| Ostrava 2007    | Dalilah Muhammad        | 57"25       | Andreea Ionescu         | 57"33       | Ryann Krais             | 57"50       | 13 luglio |
| Bressanone 2009 | Vera Rudakova           | 57"83       | Danielle Dowie          | 58"62       | Déborah Rodríguez       | 59"71       | 11 luglio |
| Lille 2011      | Nnenya Hailey           | 57"93       | Sarah Carli             | 58"05       | Surian Hechavarría      | 58"37       | 9 luglio  |
| Donec'k 2013    | da stabilire (bandiera) |             | da stabilire (bandiera) |             | da stabilire (bandiera) |             |           |
| Cali 2015       | da stabilire (bandiera) |             | da stabilire (bandiera) |             | da stabilire (bandiera) |             |           |
| Nairobi 2017    | da stabilire (bandiera) |             | da stabilire (bandiera) |             | da stabilire (bandiera) |             |           |

### Staffette

#### Staffetta svedese
La tabella riporta solamente i nomi delle Nazionali medagliate; per approfondire i nomi delle atlete che vi hanno partecipato, si faccia riferimento alle singole edizioni dei Campionati.
| Edizione        | Oro                     | Prestazione | Argento                 | Prestazione | Bronzo                  | Prestazione | Data      |
| --------------- | ----------------------- | ----------- | ----------------------- | ----------- | ----------------------- | ----------- | --------- |
| Bydgoszcz 1999  | Stati Uniti             | 2'07"71     | Polonia                 | 2'09"19     | Ucraina                 | 2'11"13     | 18 luglio |
| Debrecen 2001   | Stati Uniti             | 2'03"83     | Giamaica                | 2'07"45     | Romania                 | 2'09"70     | 15 luglio |
| Sherbrooke 2003 | Stati Uniti             | 2'03"87     | Giamaica                | 2'07"05     | Russia                  | 2'07"52     | 13 luglio |
| Marrakech 2005  | Stati Uniti             | 2'03"93     | Australia               | 2'06"58     | Brasile                 | 2'06"60     | 17 luglio |
| Ostrava 2007    | Stati Uniti             | 2'05"74     | Giamaica                | 2'06"77     | Canada                  | 2'09"08     | 15 luglio |
| Bressanone 2009 | Stati Uniti             | 2'04"32     | Ungheria                | 2'09"22     | Romania                 | 2'09"25     | 12 luglio |
| Lille 2011      | Giamaica                | 2'03"42     | Stati Uniti             | 2'03"92     | Canada                  | 2'05"72     | 10 luglio |
| Donec'k 2013    | da stabilire (bandiera) |             | da stabilire (bandiera) |             | da stabilire (bandiera) |             |           |
| Cali 2015       | da stabilire (bandiera) |             | da stabilire (bandiera) |             | da stabilire (bandiera) |             |           |
| Nairobi 2017    | da stabilire (bandiera) |             | da stabilire (bandiera) |             | da stabilire (bandiera) |             |           |

#### 4×100 metri
La staffetta 4×100 metri venne inserita nel programma gare solo nell'edizione dei Campionati mondiali allievi di Bydgoszcz 1999, pertanto la prestazione della squadra giamaica non è contemplata nelle statistiche IAAF dei Record dei Campionati.
La tabella riporta i nomi delle Nazionali medagliate; per approfondire i nomi delle atlete che vi hanno partecipato si faccia riferimento al collegamento all'edizione del Campionato.
| Edizione       | Oro                     | Prestazione | Argento                 | Prestazione | Bronzo                  | Prestazione | Data      |
| -------------- | ----------------------- | ----------- | ----------------------- | ----------- | ----------------------- | ----------- | --------- |
| Bydgoszcz 1999 | Giamaica                | 44"30       | Stati Uniti             | 45"40       | Polonia                 | 45"49       | 17 luglio |
| Donec'k 2013   | da stabilire (bandiera) |             | da stabilire (bandiera) |             | da stabilire (bandiera) |             |           |
| Cali 2015      | da stabilire (bandiera) |             | da stabilire (bandiera) |             | da stabilire (bandiera) |             |           |
| Nairobi 2017   | da stabilire (bandiera) |             | da stabilire (bandiera) |             | da stabilire (bandiera) |             |           |

### Salti

#### Salto in alto
| Edizione        | Oro                     | Prestazione | Argento                 | Prestazione | Bronzo                    | Prestazione | Data      |
| --------------- | ----------------------- | ----------- | ----------------------- | ----------- | ------------------------- | ----------- | --------- |
| Bydgoszcz 1999  | Anna Čičerova           | 1,89 m      | Renáta Medgyesová       | 1,83 m      | Gaëlle Niare              | 1,79 m      | 17 luglio |
| Debrecen 2001   | Aileen Wilson           | 1,87 m      | Petrina Price           | 1,81 m      | Lavern Spencer            | 1,81 m      | 15 luglio |
| Sherbrooke 2003 | Iryna Kovalenko         | 1,92 m      | Annett Engel            | 1,86 m      | Svetlana Shkolina         | 1,86 m      | 12 luglio |
| Marrakech 2005  | Biwei Gu                | 1,87 m      | Sophia Begg             | 1,85 m      | Yekaterina Yevseyeva      | 1,85 m      | 15 luglio |
| Ostrava 2007    | Natalya Mamlina         | 1,89 m      | Misha-Gaye DaCosta      | 1,84 m      | Aleksandrina Klimentinova | 1,81 m      | 13 luglio |
| Bressanone 2009 | Alessia Trost           | 1,87 m      | Amy Pejkovic            | 1,85 m      | Mariya Kuchina            | 1,85 m      | 10 luglio |
| Lille 2011      | Ligia Grozav            | 1,87 m      | Iryna Herashchenko      | 1,87 m      | Chanice Porter            | 1,82 m      | 8 luglio  |
| Donec'k 2013    | da stabilire (bandiera) |             | da stabilire (bandiera) |             | da stabilire (bandiera)   |             |           |
| Cali 2015       | da stabilire (bandiera) |             | da stabilire (bandiera) |             | da stabilire (bandiera)   |             |           |
| Nairobi 2017    | da stabilire (bandiera) |             | da stabilire (bandiera) |             | da stabilire (bandiera)   |             |           |

#### Salto con l'asta
| Edizione        | Oro                     | Prestazione | Argento                 | Prestazione | Bronzo                  | Prestazione | Data      |
| --------------- | ----------------------- | ----------- | ----------------------- | ----------- | ----------------------- | ----------- | --------- |
| Bydgoszcz 1999  | Elena Isinbaeva         | 4,10 m      | Floé Kühnert            | 4,05 m      | Vanessa Boslak          | 4,00 m      | 18 luglio |
| Debrecen 2001   | Silke Spiegelburg       | 4,00 m      | Aleksandra Kiryashova   | 4,00 m      | Anna Olko               | 3,95 m      | 14 luglio |
| Sherbrooke 2003 | Lisa Ryzih              | 4,05 m      | Sviatlana Makarevich    | 4,00 m      | Charmaine Lucock        | 4,00 m      | 13 luglio |
| Marrakech 2005  | Ekateríni Stefanídi     | 4,30 m      | Keisa Monterola         | 4,30 m      | Shuo Yu                 | 4,20 m      | 16 luglio |
| Ostrava 2007    | Vicky Parnov            | 4,35 m      | Ekateríni Stefanídi     | 4,25 m      | Petra Olsen             | 4,05 m      | 14 luglio |
| Bressanone 2009 | Angelica Bengtsson      | 4,32 m      | Michaela Meijer         | 4,10 m      | Felícia Horváth         | 4,00 m      | 11 luglio |
| Lille 2011      | Desiree Singh           | 4,25 m      | Liz Parnov              | 4,20 m      | Lucy Bryan              | 4,10 m      | 9 luglio  |
| Donec'k 2013    | da stabilire (bandiera) |             | da stabilire (bandiera) |             | da stabilire (bandiera) |             |           |
| Cali 2015       | da stabilire (bandiera) |             | da stabilire (bandiera) |             | da stabilire (bandiera) |             |           |
| Nairobi 2017    | da stabilire (bandiera) |             | da stabilire (bandiera) |             | da stabilire (bandiera) |             |           |

#### Salto in lungo
| Edizione        | Oro                     | Prestazione       | Argento                  | Prestazione       | Bronzo                  | Prestazione       | Data      |
| --------------- | ----------------------- | ----------------- | ------------------------ | ----------------- | ----------------------- | ----------------- | --------- |
| Bydgoszcz 1999  | Zhou Yangxia            | 6,29 m (-1,3 m/s) | Jenniina Halkoaho        | 6,24 m (-0,7 m/s) | Alina Militaru          | 6,22 m (0,3 m/s)  | 17 luglio |
| Debrecen 2001   | Shermin Oksuz           | 6,41 m (0,9 m/s)  | Elena Anghelescu         | 6,32 m (1,5 m/s)  | Angela Dies             | 6,03 m (0,1 m/s)  | 15 luglio |
| Sherbrooke 2003 | Cristine Spataru        | 6,41 m (1,7 m/s)  | Denisa Šcerbová-Rosolova | 6,40 m (1,0 m/s)  | Hanna Demydova          | 6,15 m (0,9 m/s)  | 13 luglio |
| Marrakech 2005  | Arantxa King            | 6,39 m (2,0 m/s)  | Éloyse Lesueur           | 6,28 m (0,3 m/s)  | Cornelia Deiac          | 6,25 m (1,6 m/s)  | 17 luglio |
| Ostrava 2007    | Dar'ja Klišina          | 6,47 m (1,3 m/s)  | Ivana Španović           | 6,41 m (0,5 m/s)  | Mariya Shumilova        | 6,29 m (1,0 m/s)  | 15 luglio |
| Bressanone 2009 | Minjia Lu               | 6,22 m (-0,7 m/s) | Alina Rotaru             | 6,09 m (-0,2 m/s) | Jennifer Clayton        | 6,05 m (-1,4 m/s) | 12 luglio |
| Lille 2011      | Chanice Porter          | 6,22 m (-0,5 m/s) | Anastassia Angioi        | 6,17 m (-0,4 m/s) | Marina Buchelnikova     | 6,11 m (0,3 m/s)  | 10 luglio |
| Donec'k 2013    | da stabilire (bandiera) |                   | da stabilire (bandiera)  |                   | da stabilire (bandiera) |                   |           |
| Cali 2015       | da stabilire (bandiera) |                   | da stabilire (bandiera)  |                   | da stabilire (bandiera) |                   |           |
| Nairobi 2017    | da stabilire (bandiera) |                   | da stabilire (bandiera)  |                   | da stabilire (bandiera) |                   |           |

#### Salto triplo
| Edizione        | Oro                     | Prestazione        | Argento                 | Prestazione        | Bronzo                   | Prestazione        | Data      |
| --------------- | ----------------------- | ------------------ | ----------------------- | ------------------ | ------------------------ | ------------------ | --------- |
| Bydgoszcz 1999  | Mabel Gay Tamayo        | 13,82 m (0,2 m/s)  | Anastassia Ilina        | 13,59 m (0,0 m/s)  | Yusmay Bicet Planas      | 13,58 m (0,4 m/s)  | 18 luglio |
| Debrecen 2001   | Alina Popescu           | 13,76 m (1,8 m/s)  | Svetlana Bolshakova     | 13,32 m (0,5 m/s)  | Michelle Sanford         | 13,22 m (1,0 m/s)  | 13 luglio |
| Sherbrooke 2003 | Cristine Spataru        | 13,86 m (-0,6 m/s) | Elina Sorsa             | 12,95 m (-0,3 m/s) | Alíki-Yvoni Askitopoúlou | 12,93 m (0,2 m/s)  | 11 luglio |
| Marrakech 2005  | Li Sha                  | 13,81 m (1,8 m/s)  | Kaire Leibak            | 13,74 m (0,3 m/s)  | Cristina Bujin           | 13,23 m (-0,5 m/s) | 14 luglio |
| Ostrava 2007    | Dailenys Alcántara      | 13,63 m (1,0 m/s)  | Josleidy Ribalta        | 13,32 m (0,3 m/s)  | Maja Bratkic             | 12,96 m (-1,3 m/s) | 12 luglio |
| Bressanone 2009 | Yana Borodina           | 13,63 m (-0,4 m/s) | Lina Deng               | 13,57 m (0,8 m/s)  | Valeriya Kanatova        | 13,45 m (1,4 m/s)  | 10 luglio |
| Lille 2011      | Sokhna Gallé            | 13,62 m (2,2 m/s)  | Jingyu Li               | 13,57 m (1,5 m/s)  | Ana Peleteiro            | 12,92 m (3,6 m/s)  | 8 luglio  |
| Donec'k 2013    | da stabilire (bandiera) |                    | da stabilire (bandiera) |                    | da stabilire (bandiera)  |                    |           |
| Cali 2015       | da stabilire (bandiera) |                    | da stabilire (bandiera) |                    | da stabilire (bandiera)  |                    |           |
| Nairobi 2017    | da stabilire (bandiera) |                    | da stabilire (bandiera) |                    | da stabilire (bandiera)  |                    |           |

### Lanci

#### Getto del peso
| Edizione        | Oro                     | Prestazione | Argento                 | Prestazione | Bronzo                  | Prestazione | Data      |
| --------------- | ----------------------- | ----------- | ----------------------- | ----------- | ----------------------- | ----------- | --------- |
| Bydgoszcz 1999  | Hong Mei                | 15,57 m     | Natallja Charaneka      | 15,57 m     | Chiara Rosa             | 14,64 m     | 17 luglio |
| Debrecen 2001   | Valerie Adams           | 16,87 m     | Michelle Carter         | 15,23 m     | Yullia Leantsiuk        | 15,08 m     | 14 luglio |
| Sherbrooke 2003 | Limin Jiang             | 15,60 m     | Magdalena Sobieszek     | 15,42 m     | Marli Knoetze           | 15,10 m     | 12 luglio |
| Marrakech 2005  | Simoné du Toit          | 16,33 m     | Bo Li                   | 15,92 m     | Dani Samuels            | 15,53 m     | 16 luglio |
| Ostrava 2007    | Alëna Hryško            | 15,91 m     | Samira Burkhardt        | 15,36 m     | Sophie Kleeberg         | 14,94 m     | 14 luglio |
| Bressanone 2009 | Lena Urbaniak           | 15,28 m     | Margaret Satupai        | 14,96 m     | Yangzi Dong             | 14,65 m     | 8 luglio  |
| Lille 2011      | Tianqian Guo            | 15,24 m     | Sophie McKinna          | 14,90 m     | Katinka Urbaniak        | 14,71 m     | 6 luglio  |
| Donec'k 2013    | da stabilire (bandiera) |             | da stabilire (bandiera) |             | da stabilire (bandiera) |             |           |
| Cali 2015       | da stabilire (bandiera) |             | da stabilire (bandiera) |             | da stabilire (bandiera) |             |           |
| Nairobi 2017    | da stabilire (bandiera) |             | da stabilire (bandiera) |             | da stabilire (bandiera) |             |           |

#### Lancio del disco
| Edizione        | Oro                     | Prestazione | Argento                 | Prestazione | Bronzo                  | Prestazione | Data      |
| --------------- | ----------------------- | ----------- | ----------------------- | ----------- | ----------------------- | ----------- | --------- |
| Bydgoszcz 1999  | Hong Mei                | 52,18 m     | Julia Bremser           | 51,83 m     | Deborah Lovely          | 49,14 m     | 18 luglio |
| Debrecen 2001   | Xuejun Ma               | 54,93 m     | Dar'ja Piščal'nikova    | 49,37 m     | Amarachi Ukabam         | 46,13 m     | 13 luglio |
| Sherbrooke 2003 | Lisandra Rodríguez      | 48,56 m     | Julie Bennell           | 48,32 m     | Kristina Gehrig         | 48,31 m     | 11 luglio |
| Marrakech 2005  | Dani Samuels            | 54,09 m     | Simoné du Toit          | 52,10 m     | Kamorean Hayes          | 49,64 m     | 14 luglio |
| Ostrava 2007    | Julia Fischer           | 51,39 m     | Sandra Perković         | 51,25 m     | Yuanyuan Jin            | 51,20 m     | 11 luglio |
| Bressanone 2009 | Shanshan Li             | 51,65 m     | Alex Collatz            | 50,09 m     | Shanice Craft           | 49,15 m     | 11 luglio |
| Lille 2011      | Rosalía Vázquez         | 53,51 m     | Yan Liang               | 52,89 m     | Shelbi Vaughan          | 52,58 m     | 9 luglio  |
| Donec'k 2013    | da stabilire (bandiera) |             | da stabilire (bandiera) |             | da stabilire (bandiera) |             |           |
| Cali 2015       | da stabilire (bandiera) |             | da stabilire (bandiera) |             | da stabilire (bandiera) |             |           |
| Nairobi 2017    | da stabilire (bandiera) |             | da stabilire (bandiera) |             | da stabilire (bandiera) |             |           |

#### Lancio del martello
| Edizione        | Oro                     | Prestazione | Argento                      | Prestazione | Bronzo                  | Prestazione | Data      |
| --------------- | ----------------------- | ----------- | ---------------------------- | ----------- | ----------------------- | ----------- | --------- |
| Bydgoszcz 1999  | Kamila Skolimowska      | 63,95 m     | Yunaska Graffor Roger        | 57,56 m     | Ivana Brkljacic         | 55,69 m     | 18 luglio |
| Debrecen 2001   | Andrea Kéri             | 59,86 m     | Berta Castells               | 59,65 m     | Maria Smaliachkova      | 59,16 m     | 14 luglio |
| Sherbrooke 2003 | Valentina Srša          | 61,18 m     | Mariya Bespalova             | 57,81 m     | Johanna Hoppe           | 56,46 m     | 12 luglio |
| Marrakech 2005  | Bianca Perie            | 62,27 m     | Anna Bulgakova               | 62,05 m     | Dóra Lévai              | 58,80 m     | 16 luglio |
| Ostrava 2007    | Bianca Perie            | 64,61 m     | Andriána Papadopoúlou-Fatála | 56,32 m     | Barbara Špiler          | 55,97 m     | 14 luglio |
| Bressanone 2009 | Barbara Špiler          | 59,33 m     | Kivilcim Kaya                | 57,91 m     | Bianca Lazar Fazecas    | 56,41 m     | 9 luglio  |
| Lille 2011      | Louisa James            | 57,13 m     | Malwina Kopron               | 57,03 m     | Roxana Perie            | 56,75 m     | 9 luglio  |
| Donec'k 2013    | da stabilire (bandiera) |             | da stabilire (bandiera)      |             | da stabilire (bandiera) |             |           |
| Cali 2015       | da stabilire (bandiera) |             | da stabilire (bandiera)      |             | da stabilire (bandiera) |             |           |
| Nairobi 2017    | da stabilire (bandiera) |             | da stabilire (bandiera)      |             | da stabilire (bandiera) |             |           |

#### Tiro del giavellotto
| Edizione        | Oro                     | Prestazione | Argento                 | Prestazione | Bronzo                  | Prestazione | Data      |
| --------------- | ----------------------- | ----------- | ----------------------- | ----------- | ----------------------- | ----------- | --------- |
| Bydgoszcz 1999  | Olivia Norris           | 52,03 m     | Xénia Frajka            | 49,76 m     | Halina Kakhava          | 49,62 m     | 17 luglio |
| Debrecen 2001   | Kimberly Mickle         | 51,83 m     | Justine Robbeson        | 51,54 m     | Andrea Kvetova          | 51,49 m     | 14 luglio |
| Sherbrooke 2003 | Juan Xue                | 56,82 m     | Bo-ra Shin              | 53,74 m     | Vivian Zimmer           | 52,20 m     | 13 luglio |
| Marrakech 2005  | Li Zhang                | 56,66 m     | Vira Rebryk             | 56,16 m     | Yanet Cruz              | 51,66 m     | 17 luglio |
| Ostrava 2007    | Tazmin Brits            | 51,71 m     | Carita Hinkka           | 51,61 m     | Sini Kiiski             | 50,75 m     | 15 luglio |
| Bressanone 2009 | Anastasiya Svechnikova  | 53,25 m     | You Wu                  | 52,04 m     | Laura Henkel            | 51,47 m     | 11 luglio |
| Lille 2011      | Christin Hussong        | 59,74 m     | Sofi Flinck             | 54,62 m     | Monique Cilione         | 52,77 m     | 7 luglio  |
| Donec'k 2013    | da stabilire (bandiera) |             | da stabilire (bandiera) |             | da stabilire (bandiera) |             |           |
| Cali 2015       | da stabilire (bandiera) |             | da stabilire (bandiera) |             | da stabilire (bandiera) |             |           |
| Nairobi 2017    | da stabilire (bandiera) |             | da stabilire (bandiera) |             | da stabilire (bandiera) |             |           |

### Prove multiple

#### Eptathlon
La tabella riporta il punteggio complessivo delle atlete; per i risultati parziali nelle singole gare si faccia riferimento al collegamento alle rispettive edizioni dei Campionati.
| Edizione        | Oro                     | Prestazione | Argento                 | Prestazione | Bronzo                  | Prestazione | Data           |
| --------------- | ----------------------- | ----------- | ----------------------- | ----------- | ----------------------- | ----------- | -------------- |
| Debrecen 2001   | Annett Wichmann         | 5 470 punti | Christine Schulz        | 5 346 punti | Amandine Constantin     | 5 296 punti | 14 - 15 luglio |
| Sherbrooke 2003 | Marisa De Aniceto       | 5 458 punti | Sarah Kern              | 5 445 punti | Marina Goncharova       | 5 338 punti | 12 - 13 luglio |
| Marrakech 2005  | Tat'jana Černova        | 5 875 punti | Yana Panteleeva         | 5 611 punti | Diana Rach              | 5 481 punti | 15 - 16 luglio |
| Ostrava 2007    | Katerina Cachová        | 5 641 punti | Carolin Schäfer         | 5 544 punti | Elisa-Sophie Döbel      | 5 494 punti | 13 - 14 luglio |
| Bressanone 2009 | Katarina Thompson       | 5 750 punti | Laura Ikauniece         | 5 647 punti | Kira Biesenbach         | 5 423 punti | 10 - 11 luglio |
| Lille 2011      | Yusleidys Mendieta      | 5 697 punti | Yorgelis Rodríguez      | 5 671 punti | Marjolein Lindemans     | 5 532 punti | 8 - 9 luglio   |
| Donec'k 2013    | da stabilire (bandiera) |             | da stabilire (bandiera) |             | da stabilire (bandiera) |             |                |
| Cali 2015       | da stabilire (bandiera) |             | da stabilire (bandiera) |             | da stabilire (bandiera) |             |                |
| Nairobi 2017    | da stabilire (bandiera) |             | da stabilire (bandiera) |             | da stabilire (bandiera) |             |                |